# 伊玛目侯赛因清真寺

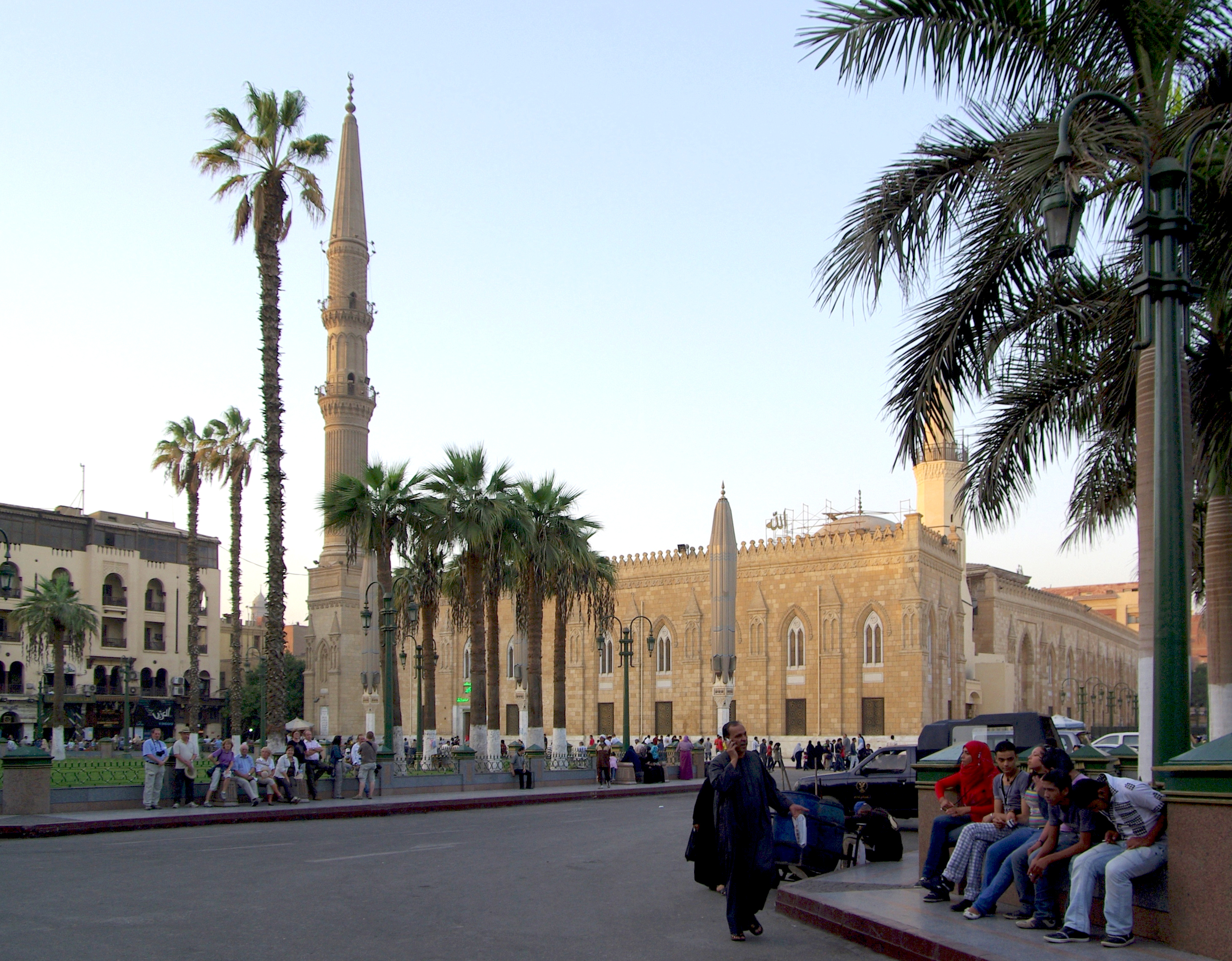

伊玛目侯赛因清真寺（阿拉伯语：مسجد الإمام الحسين，埃及阿拉伯語：جامع سيدنا الحسين，英語：Al-Hussein Mosque），位於埃及开罗爱资哈尔清真寺对面的一座清真寺，始建于公元1154年。后被毁，现存主体建筑为19世纪重修。該清真寺以穆罕默德的外孫侯赛因·伊本·阿里命名，法蒂瑪什葉派及一部分遜尼派穆斯林認為他的頭埋葬在寺裡；然而許多什葉派穆斯林相信侯赛因·伊本·阿里的頭與身體都一起存放在伊拉克卡爾巴拉的伊瑪目海珊聖陵。

## 历史
该清真寺由伊斯兰教圣人穆罕默德外孙侯赛因得名。其中有一间侯赛因墓室。

在第四任伊斯兰正统哈里发遇刺身亡后，叙利亚总督穆阿维叶起义，建立倭玛亚王朝。以哈里发的两个儿子哈桑、侯赛因为首的势力与倭玛亚王朝政府军展开战争。公元680年，在与倭玛亚王朝的战争中，侯赛因战死在伊拉克的卡尔贝拉。 

法蒂玛王朝当局和现今逊尼派穆斯林认为，1153年，他的头骨被运至法蒂玛王朝的都城开罗(身体部分仍留在伊拉克)，头骨就安放在这座清真寺里。而什叶派穆斯林认为当时法蒂玛王朝当局并未运出侯赛因头骨，其头骨与尸身仍埋葬于伊拉克卡尔贝拉的侯赛因清真寺。

自萨拉丁·阿尤布灭亡法蒂玛王朝，夺取埃及政权之后，将埃及境内所有什叶派清真寺悉数改为逊尼派，该清真寺自此改为逊尼派清真寺。现今该清真寺宣礼、礼拜仪式均与逊尼派一致，与什叶派不符。

伊玛目侯赛因的墓室，每天会有大量什叶派穆斯林前来参观、瞻仰。